# Лайовец, Войко
Войко Лайовец (словен. Vojko Lajovac; род. 18 марта 1962, Любляна) — югославский хоккейный защитник.

## Биография
Известен по многолетним выступлениям за «Олимпию» из Любляны. Выступал на зимней Олимпиаде 1984 года, в пяти играх не отличился ни разу. Выступал также за юниорскую сборную Югославии, в 1979 году на чемпионате Европы в группе B в 4 играх забросил три шайбы.